# Rhynia
Rhynia es un género de plantas fósiles que vivieron durante el Devónico inferior, probablemente en lugares semipantanosos. Tenían protostela (una estela simple), lo que indica la simplicidad de su sistema vascular. Los primeros restos de fósiles de este género fueron encontrados en el yacimiento de Rhynie Chert, lugar al que debe su nombre. Aunque en un principio fueron nombradas dos especies, Rhynia gwynne-vaughanii y Rhynia major esta última ha sido recientemente renombrada como Aglaophyton major tras exámenes más exhaustivos y ha pasado a ocupar un lugar indeterminado en la filogenia de las primeras plantas terrestres.

## Morfología
El esporófito de Rhynia gwynne-vaughanii poseía una serie de tallos aéreos desnudos y fotosintéticos de 17 a 26 cm con ramificación dicótoma de 17º a 35º y sin diferenciación en nudos y entrenudos. A lo largo de toda la superficie, tanto de los tallos principales como de los secundarios, aparecían unas pequeñas protuberancias semiesféricas de función desconocida. La diferenciación en tejidos de estos tallos era muy simple.
En el exterior se localizaba una cutícula de células alargadas y planas con estomas de forma circular a oval. Estos estomas delimitaban un poro de 23 a 35 micras de largo y 2 a 11 micras de ancho, algo mayores en las protuberancias, con 2 células de guarda y entre 7 y 9 células acompañantes similares morfológicamente al resto de las células circundantes. 
Por debajo de la cutícula se encontraba la epidermis con un grosor de entre 1 y 4 células con evidencias de la presencia de un hongo simbionte, en ella penetraban unos canales subestomáticos formados por 8 a 9 células. El centro de los tallos estaba ocupado por un córtex indiferenciado en cuyo centro se situaba el cilindro vascular formado por traqueidas con engrosamientos anulares o helicoidales que le daban resistencia. En los restos fósiles de los tallos más gruesos se observa que las traqueidas centrales poseían menor diámetro que las externas.
En el extremo de los tallos se situaban los esporangios, tejidos productores de esporas de los que se desconoce el mecanismo de dehiscencia. Estos esporangios ovoides de 35 a 40 micras poseían una cutícula similar a la de los tallos y bajo ella una epidermis de varias capas de células indiferenciadas que delimitaban el tejido productor de esporas.

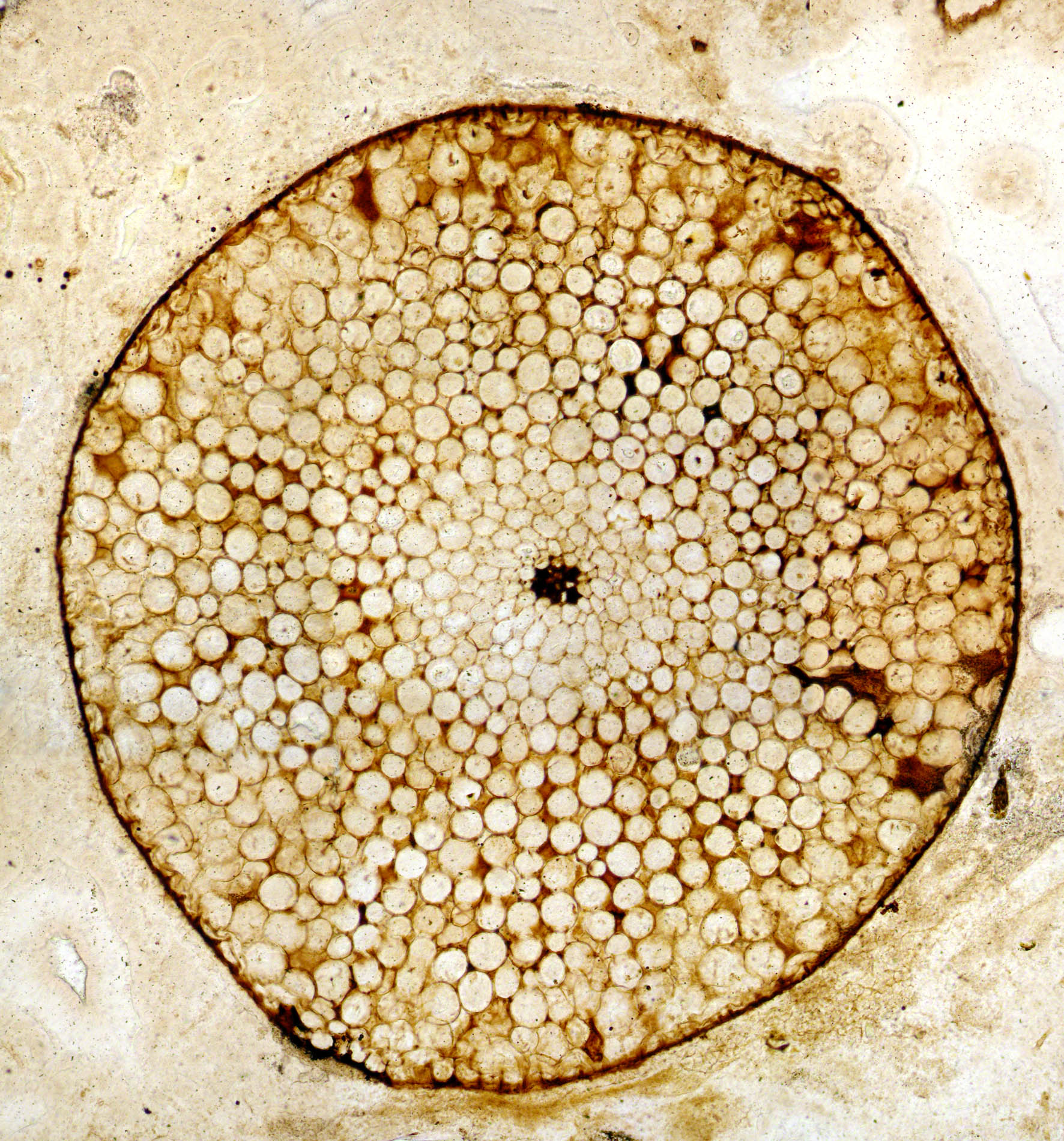
Sección fósil de un tallo aéreo de Rhynia gwynne-vaughanii.

Rhynia era un vegetal isospóreo donde todas las esporas poseían el mismo tamaño y, al menos con los datos disponibles por las especies isospóreas actuales, al germinar daban lugar a un protalo unisexual. Estas esporas se presentaban en tétradas. Las especies palinológicas más usualmente relacionas con Rhynia son Cyclogranisporites, Granulatisporites y Apiculiretusisporites y es posible que también Ambilisporites y Perotrilites.
En su unión al sustrato aparecía un tallo horizontal llamado rizoma. Morfológicamente, era diferente al tallo, su perfil era más aplanado y poseían toda su superficie inferior ocupada por rizoides, pequeños apéndices unicelulares similares a raíces con función de absorción de agua y nutrientes. No existían estomas y el cilindro vascular era menor que en los tallos aéreos.
El gametófito de Rhynia gwynne-vaughanii fue identificado en 2003 como el vegetal Remyophyton delicatum, conocido también por sus restos de Rhynie Chert. Remyophyton poseía también rizomas horizontales y tallos aéreos en un número de aproximadamente 4 por individuo, aunque menores en tamaño que los del esporófito, de 4 a 20 mm. Estos gametófitos eran unisexuales, portando los tallos más pequeños, los anteridios en posición terminal y los más altos los arquegonios en posición subterminal y ligeramente lateral. Histológicamente, los tallos del gametófito eran similares a los tallos más jóvenes del esporófito, con cutícula, epidermis y córtex.